# AEG N.I
AEG N.I là một loại máy bay ném bom đêm hai tầng cánh của Đức trong Chiến tranh thế giới I.